# Who Are You (phim Thái Lan)
Who Are You (tiếng Thái: Who Are You – เธอคนนั้น คือ ฉันอีกคน;RTGS: Who Are You: Thoe khon nan khue chan ik khon) là một bộ phim truyền hình Thái Lan với sự tham gia của Tipnaree Weerawatnodom (Namtarn), Perawat Sangpotirat (Krist) và Kay Lertsittichai. Được chuyển thể từ bộ phim truyền hình Hàn Quốc đình đám Who Are You: School 2015, bộ phim kể về 2 chị em song sinh mồ côi, người em không ngừng bị trêu chọc, bắt nạt, và người chị được một gia đình giàu có nhận nuôi và sống một cuộc sống tốt hơn.
Bộ phim được đạo diễn bởi Kanittha Kwanyu và được sản xuất bởi GMMTV và Nar-ra-tor. Đây là 1 trong số 12 bộ phim truyền hình của năm 2020 được GMMTV giới thiệu trong sự kiện "GMMTV 2020 New & Next" vào ngày 15 tháng 10 năm 2019. Bộ phim được phát sóng chính thức từ ngày 2 tháng 5 năm 2020 trên kênh GMM 25 lúc 21:30 thứ Bảy và Chủ nhật hàng tuần, phát lại vào 23:00 cùng ngày trên LINE TV.

## Nội dung
Meen và Mind (Tipnaree Weerawatnodom) là hai chị em song sinh mồ côi cha mẹ từ nhỏ. Nhưng chỉ có người chị Meen được một gia đình giàu có nhận nuôi còn người em Mind thì không. Lớn lên, Mind thì luôn bị bắt nạt bởi bạn bè còn Meen thì có cuộc sống tốt hơn Mind. Khi sức chịu đựng đã vượt quá giới hạn, Mind đã cố gắng tự giải thoát bản thân bằng cách tự tử nhưng không thành. Cùng lúc đó, Meen bị mất tích. Đội tìm kiếm đã tìm thấy Mind và cho rằng cô là Meen. Mind tỉnh dậy với việc bị mất trí nhớ tạm thời và cô bắt đầu cuộc sống mới trong thân phận của Meen. Khi là Meen, Mind được gặp Natee (Perawat Sangpotirat), bạn thân của Meen, và Gunkan (Kay Lertsittichai), một học sinh cá biệt ở trường. Một thới gian sau, Gunkan đã giúp Meen hồi phục lại trí nhớ. Mind đã ý thức được mình là ai. Nhưng, thời gian trôi qua, việc tiết lộ sự thật khiến cô cảm thấy đau đớn hơn những gì cô đã từng trải qua.

## Diễn viên

### Diễn viên chính
- Tipnaree Weerawatnodom (Namtarn) vai Meennara (Meen)/Manita (Mind)
- Perawat Sangpotirat (Krist) vai Natee (Na)
- Kay Lertsittichai vai Gunkan (Gun)

### Diễn viên phụ
- Ployshompoo Supasap (Jan) vai Tida Traiwitsakul
- Harit Cheewagaroon (Sing) vai Chaowat (Pete)
- Apichaya Saejung (Ciize) vai Lyla
- Juthapich Indrajundra (Jamie) vai Arisara (Kat)
- Nuttawut Jenmana (Max) vai Thầy Q.
- Mayurin Pongpudpunth (Kik) vai Kwan, mẹ của Meen
- Alysaya Tsoi (Alice) vai cô May
- Songit Roongnophakunsri (Kob) vai Korn, bố của Gun, Hiệu trưởng trường Panyasorn
- Apasiri Nitibhon (Um) vai Pacharee, mẹ của Pete, Hội trưởng Hội phụ huynh
- Santisuk Promsiri (Noom) vai Leng, bố của Natee
- Wanwimol Jaenasavamethee (June) vai June
- Krittanai Arsalprakit (Nammon) vai Damrong (Gus)
- Napasorn Weerayuttvilai (Puimek) vai Kannika (Koykaew)
- Kallaya Lertkasemsab (Ngek) vai Darunee, mẹ của Tida
- Surasak Chaiyaat (Noo) vai Thanadol, bố của Tida
- Panadda Wongphudee (Boom) vai Mew, mẹ của Gun
- Kittipat Chalaruk (Golf) vai cô An
- Thanaboon Wanlopsirinun (Na) vai HLV James, HLV bơi lội của Natee
- Lapisara Intaraut (Apple) vai Ning

## Nhạc phim
| Tên bài hát                                                    | Thể hiện                         | Chú thích |
| -------------------------------------------------------------- | -------------------------------- | --------- |
| อยากถูกมองด้วยแววตาแบบนั้น (A Yak Thuk Mong Duai Waeo Ta Baep Nan) | Sarunchana Apisamaimongkol (Aye) | [ 5 ]     |
| ลืมว่าต้องลืม (Forget to Forget) (Luem Wa Tong Luem)               | Getsunova                        | [ 6 ]     |
| คนเดิมที่ไม่เหมือนเดิม (Kon Derm Tee Mai Meuan Derm)                 | Getsunova                        | [ 7 ]     |

## Đón nhận

### Tại Thái Lan
- Trong bảng dưới đây, màu xanh dương biểu thị xếp hạng thấp nhất và màu đỏ biểu thị xếp hạng cao nhất.

| Tập No.    | Khung giờ (UTC+07:00) | Ngày phát sóng      | Tỷ lệ rating trung bình | Chú thích |
| ---------- | --------------------- | ------------------- | ----------------------- | --------- |
| 1          | Thứ bảy, 21:30        | 2 tháng 5 năm 2020  | 0.390%                  | [ 8 ]     |
| 2          | Chủ nhật, 21:30       | 3 tháng 5 năm 2020  | 0.499%                  | [ 8 ]     |
| 3          | Thứ bảy, 21:30        | 9 tháng 5 năm 2020  | 0.489%                  | [ 9 ]     |
| 4          | Chủ nhật, 21:30       | 10 tháng 5 năm 2020 | 0.340%                  | [ 9 ]     |
| 5          | Thứ bảy, 21:30        | 16 tháng 5 năm 2020 | 0.462%                  | [ 10 ]    |
| 6          | Chủ nhật, 21:30       | 17 tháng 5 năm 2020 | 0.498%                  | [ 10 ]    |
| 7          | Thứ bảy, 21:30        | 23 tháng 5 năm 2020 | 0.346%                  | [ 11 ]    |
| 8          | Chủ nhật, 21:30       | 24 tháng 5 năm 2020 | 0.411%                  | [ 11 ]    |
| 9          | Thứ bảy, 21:30        | 30 tháng 5 năm 2020 | 0.363%                  | [ 12 ]    |
| 10         | Chủ nhật, 21:30       | 31 tháng 5 năm 2020 | 0.363%                  | [ 12 ]    |
| 11         | Thứ bảy, 21:30        | 6 tháng 6 năm 2020  | 0.396%                  | [ 13 ]    |
| 12         | Chủ nhật, 21:30       | 7 tháng 6 năm 2020  | 0.555%                  | [ 13 ]    |
| 13         | Thứ bảy, 21:30        | 13 tháng 6 năm 2020 | 0.664%                  | [ 14 ]    |
| 14         | Chủ nhật, 21:30       | 14 tháng 6 năm 2020 | 0.451%                  | [ 14 ]    |
| 15         | Thứ bảy, 21:30        | 20 tháng 6 năm 2020 | 0.757%                  | [ 15 ]    |
| 16         | Chủ nhật, 21:30       | 21 tháng 6 năm 2020 | 0.627%                  | [ 15 ]    |
| 17         | Thứ bảy, 21:30        | 27 tháng 6 năm 2020 | 0.670%                  | [ 16 ]    |
| 18         | Chủ nhật, 21:30       | 28 tháng 6 năm 2020 | 0.682%                  | [ 16 ]    |
| Trung bình | Trung bình            | Trung bình          | 0.476% 1                | 0.476% 1  |

^1  Dựa trên tỷ lệ rating trung bình mỗi tập.

## Giải thưởng và đề cử
| Năm  | Giải thưởng                   | Hạng mục                          | Nhân vật được đề cử    | Kết quả   | Ref.          |
| ---- | ----------------------------- | --------------------------------- | ---------------------- | --------- | ------------- |
| 2020 | Asian Academy Creative Awards | Best Drama Series                 | Who Are You            | Đề cử     | [ 17 ] [ 18 ] |
| 2020 | Zoomdara Awards               | Drama Actor                       | Perawat Sangpotirat    | Đoạt giải | [ 19 ]        |
| 2020 | Zoomdara Awards               | Best Actress in a Villain Role    | Ployshompoo Supasap    | Đoạt giải | [ 19 ]        |
| 2020 | Zoomdara Awards               | Rising Star Actress               | Tipnaree Weerawatnodom | Đoạt giải | [ 19 ]        |
| 2021 | Asian Television Awards       | Best Actress in a Leading Role    | Tipnaree Weerawatnodom | Đề cử     | [ 20 ]        |
| 2021 | Asian Television Awards       | Best Actress in a Supporting Role | Ployshompoo Supasap    | Đề cử     | [ 20 ]        |